# Cynowa księga
Cynowa księga (ang. Infernal Devices) – powieść fantasy autorstwa Philip Reevea, wydana w 2005 roku. Książka, umiejscowiona w latach 40. XX wieku, jest pierwszą opublikowaną i zarazem najbardziej znaną częścią cyklu Żywe maszyny. Tom i Hester są szczęśliwi w bezpiecznym Anchorage, ale ich córka Wren pragnie przygód.

## Bohaterowie
- Tom Natsworthy
- Hester Shaw
- Wren Natsworthy
- Theo Ngoni
- Oenone Zero
- Nimrod Pennyroyal
- Anna Fang